# Z 21500
,,
Les Z 21500 sont des éléments automoteurs électriques français (éléments automoteurs électriques dans la classification SNCF) surnommées Z TER affectées au transport express régional (TER). Dérivées des X 72500 à traction autonome (surnommés X TER ), les Z TER en constituent la version électrique et comportent systématiquement trois caisses. Livrées de 2002 à 2004, leur principale caractéristique est leur capacité à circuler à 200 km/h, ce qui constitue une première pour un matériel automoteur TER. Cette aptitude, exploitée tous les jours sur plusieurs tronçons de lignes classiques, est également exploitée pour la première fois sur une ligne à grande vitesse à partir de 2017, sur la LGV Bretagne-Pays de la Loire pour une desserte interrégionale à l'aide d'un matériel autre qu'un TGV. Cela constitue une première en France, grâce à une adaptation de huit de ces éléments à la signalisation spécifique des LGV, renumérotés alors en Z 21700.

## Historique

### Chronologie
- De 2002 à 2004 : livraison des 57 exemplaires aux régions Poitou-Charentes, Aquitaine, Centre, Pays de la Loire et Bretagne[4],[5].
- 2009 : La région Poitou-Charentes vend ses cinq éléments à la région des Pays de la Loire, portant le parc de cette dernière à 19 unités.
- 2014 : La région Aquitaine vend ses six éléments aux régions Centre, Bretagne et Pays de la Loire, à raison de deux éléments par région[5]. Le parc n'est alors détenu plus que par ces trois dernières régions.
- 2015 à 2016 : Transformation de huit engins du parc des Pays de la Loire en Z 21700.
- 2017 : Circulation des Z 21700 sur la LGV Bretagne-Pays de la Loire et sur la virgule de Sablé assurant des TER Nantes - Rennes via Sablé[6].
- Depuis 2022 : rénovation des rames Z TER par les régions Bretagne[7], Pays de la Loire[8] et Centre-Val de Loire.

### Genèse
Les X 72500, produits à 117 exemplaires et dotés d'une nouvelle esthétique aérodynamique, permettent de moderniser plusieurs dessertes régionales à long parcours sur les lignes non-électrifiées. Une version électrique de ce matériel est alors envisagée, conçue cette fois pour les dessertes régionales intervilles sous caténaire jusqu'à trois heures de parcours et à une vitesse de pointe de 200 km/h. Profitant du retour d'expérience des X 72500, non dénué d'incidents, les Z TER sont directement dérivés des premiers mais conçus avec plusieurs évolutions : la vitesse de pointe passant de 160 à 200 km/h, l'esthétique est un peu différente avec un nez plus rond et des lignes plus fluides, les marchepieds, source de nombreuses pannes sur les X 72500, ne sont plus mobiles fiabilisant et accélérant la fermeture des portes, enfin la remorque intermédiaire comporte une plateforme surbaissée à 585 mm, à l'image des A TER, contre 635 mm sur l'automoteur diesel. Par ailleurs, les Z TER sont dotés de la climatisation, contrairement aux éléments Z2 qu'ils viennent seconder sur plusieurs relations.
L'aménagement intérieur tranche encore plus avec les X TER, et comporte plusieurs nouveautés sur un matériel régional, tels que des sièges d'un nouveau type et disposés en 2+1 par rangée en première classe, des prises de courant pour les places en vis-à-vis, un éclairage revu et même la possibilité d'installer un distributeur automatique de boissons. Elles partagent les autres caractéristiques des X 72500 avec des caisses en acier inoxydable et une composition à trois caisses, mais la rame est propulsée par quatre moteurs électriques asynchrones fournissant 1 760 kW, alimentés par deux pantographes 1,5 kV continu et 25 kV 50 Hz situés sur la remorque intermédiaire. Cette dernière est fabriquée en sous-traitance par Bombardier Transport à Crespin, près de Valenciennes, la construction des motrices et l'assemblage étant confiés à Alstom, dans son usine d'Aytré, proche de La Rochelle, et le design au cabinet Avant-Première.
Alors que le marché porte sur 133 engins, seuls 57 exemplaires sont finalement fabriqués à l'usine Alstom d'Aytré-La Rochelle, en raison de l'imminence de l'arrivée de la version électrique de l'AGC de Bombardier, les Z 27500, et surtout vu le faible nombre de relations régionales ou interrégionales pouvant être assurées à 200 km/h. Pour cette raison, seules les régions de l'Ouest de la France, où se situent l'essentiel des sections de lignes classiques praticables à cette vitesse, passent commande de ce matériel.

### Essais et mise en service
L'élément de présérie PS 1 arrive le 26 avril 2002 sur le site d'essais de Villeneuve-Saint-Georges, près de Paris, après deux mois de tests sur la voie d’essais de l’usine Alstom d'Aytré, à proximité de La Rochelle. Dénuée du moindre aménagement commercial, elle permet l'étude du comportement en captage, freinage et stabilité, suivis des tests de performances de traction. L'élément PS 2 sort fin mai de la même année. Il permet l'homologation dynamique et les essais de frein, qui se déroulent sur divers tronçons du réseau ferré national. Après de nombreuses courses jusqu'à 200 km/h sur les lignes de l'étoile de Tours, tant sous 1,5 kV que sous 25 kV, les tests se poursuivent sur la ligne Paris - Strasbourg entre Château-Thierry et Châlons-en-Champagne. En juillet, une rame d'essai affronte les rampes pyrénéennes
entre Tarbes et Capvern et entre Pau et Oloron-Sainte-Marie. Les 23 et 24 octobre, la PS 1 circule en Savoie, d'abord avec un AR Chambéry - Évian-les-Bains via Aix-les-Bains, Annecy, La Roche-sur-Foron et Annemasse, tandis que le lendemain elle se rend à Modane par la ligne de la Maurienne le matin, avant de retourner l'après-midi vers Annecy et La Roche-sur-Foron.
La première rame est présentée officiellement au grand public le 4 octobre 2002, en présence du secrétaire d’État aux Transports, puis la région Centre est la première à engager des rames en service commercial au printemps 2003. D'abord affectées aux relations d'Orléans à Limoges, Bourges, Poitiers et de Tours à Angers à partir du 15 juin, évinçant les Z2 qui remplacent les Z 5300 en fin de vie. Mais elles ne circulent à 200 km/h que lors du service d'hiver 2003/2004. Durant l'été 2003, c'est au tour de la région Bretagne d'engager ses éléments sur les relations de Rennes à Brest et à Quimper, immédiatement suivie par la région Pays de la Loire, qui met en circulation des Z TER entre Nantes et Rennes, de Rennes à Laval et au Mans ainsi qu'entre Le Mans, Angers et Nantes. Les trois régions Centre, Bretagne et Pays de la Loire sont en possession de toute leur dotation à l'été 2004.
La région Poitou-Charentes exploite la première de ses cinq rames à partir du 14 décembre 2003 entre Poitiers et La Rochelle ainsi qu'entre Poitiers et Tours, en remplacement de voitures Corail et USI. Enfin la région Aquitaine, la dernière livrée, engage des éléments en unité multiple entre Bordeaux et Pau ou Bayonne, en remplacement de rames tractées constituées de voitures UIC ou USI. Poitou-Charentes et Aquitaine se partagent les sept derniers éléments construits fin 2004, seules régions où les automoteurs n'atteignent pas les 200 km/h.
Les Z TER profitent également des aménagements réalisés en 2014/2015 pour le TGV qui portent la vitesse maximale de 160 à 200 km/h de plusieurs tronçons des radiales bretonnes de Rennes à Brest et de Rennes à Quimper.

### Échanges d'engins
Toutefois fin 2009, la région Poitou-Charentes vend son parc de cinq éléments à la région Pays de la Loire, pour un montant de 22 millions d'euros, dans le but de rationaliser son parc, en l'échange d'AGC, bien qu'ayant financé la mise à 200 km/h d'un tronçon de la ligne de Poitiers à La Rochelle pour y faire circuler les Z TER à leur vitesse maximale. Fin 2014, le parc de la région Aquitaine constitué de six éléments est à son tour revendu aux trois premières régions, à la suite de l'acquisition de Régiolis, concentrant dorénavant les Z TER dans trois régions et assurant une répartition assez équitable entre Pays de la Loire (21 éléments), Bretagne (19) et Centre (17). Chaque paire de rame est revendue environ 6,5 millions d'euros,.

### Modification pour ligne à grande vitesse

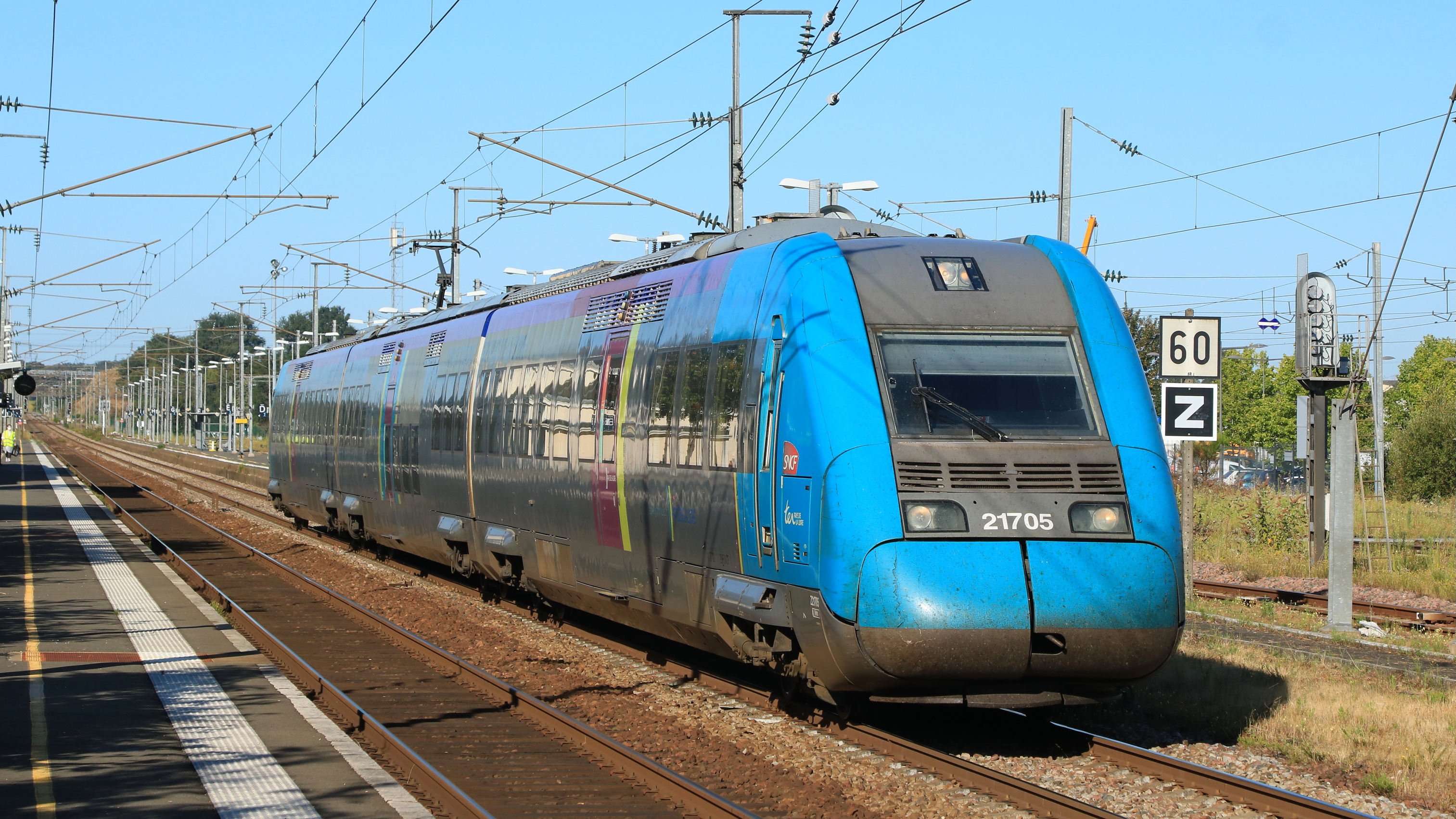
La Z 21705/06 en gare de Sablé (Sarthe) en 2020.

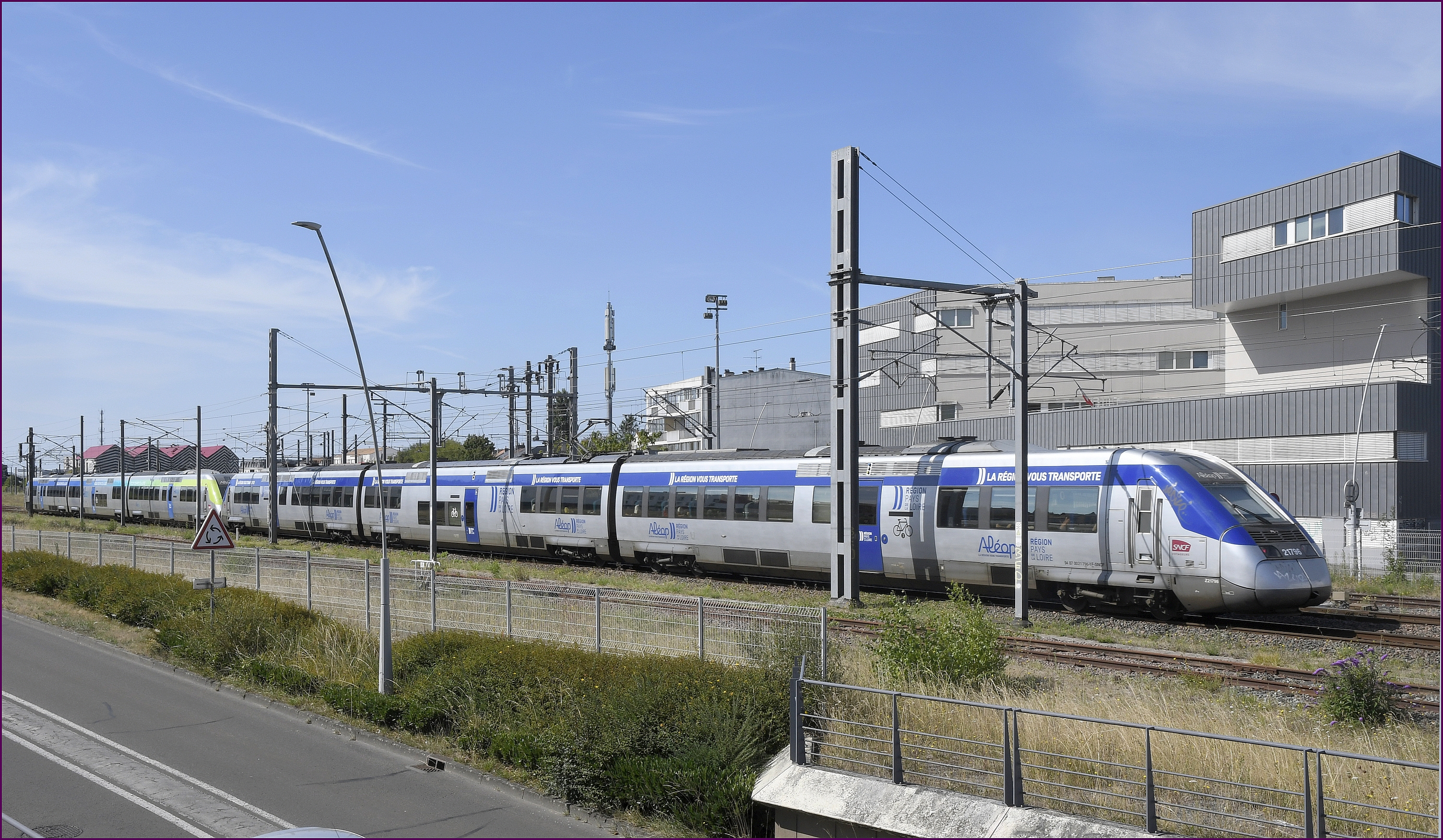
L'automotrice Z 21795-96 arrive à La Roche sur Yon le 03 août 2025 en provenance de Nantes à destination des Sables d'Olonne. Elle est couplée à l'élément Z 21573-74

Parmi les engins appartenant à la région des Pays de la Loire, huit d'entre eux sont équipés de la TVM et de l'ETCS de niveau 2, entre 2015 (premier engin homologué) et 2016 (pour les sept autres) pour un montant de 16 millions d'euros permettant de circuler sur la ligne à grande vitesse Bretagne-Pays de la Loire qui a ouvert en 2017 afin d'effectuer des relations entre Laval et Angers (et au-delà Rennes et Nantes) grâce à la virgule de Sablé. Elles sont renumérotées dans la série Z 21700 à cette occasion.
Le 2 juillet 2017, la rame Z 21795/96 inaugure la liaison entre Nantes et Laval et qui selon Patrick Leweurs, le directeur du projet LGV à SNCF Réseau, est « une première mondiale », « Jamais un TER n'avait circulé sur une LGV jusqu'à maintenant ».

### Rénovation mi-vie
De 2022 à 2024, les 19 engins du parc breton sont amenés à être rénovés, arrivés à mi-vie (20 ans). L'opération est réalisée par le technicentre de Nevers (SNCF) pour un montant de 62,30 millions d'euros à la charge de la région. Outre les indispensables révisions techniques et mécaniques (traitement anticorrosion de la structure, modernisation du poste de conduite), les engins reçoivent la livrée BreizhGo, principalement à base de gris, noir et blanc, des prises de courant individuelles, des sièges neufs en tissu fuchsia et violet avec accoudoirs en bois et appuie-tête en cuir et de la moquette sur le sol et parois verticales. Six places de vélos sont aménagées (contre trois jusqu'à présent) et une petite rampe d'accès pour les personnes à mobilités réduites est intégrée à la rame.
La totalité des rames de la série (19 rames Bretagne, 17 rames Centre-Val de Loire et 21 rames Pays de la Loire, dont 8 éléments Z 21700) est prévue être rénovée entre 2022 et 2024.

## Aménagement

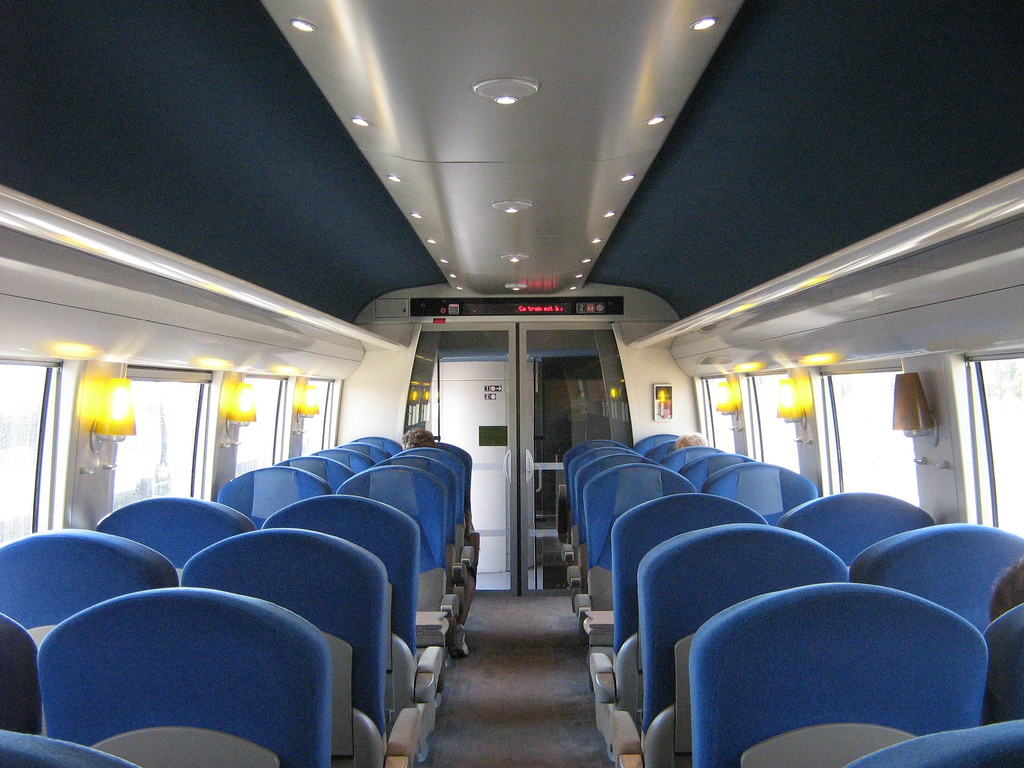
Salle de classe.

### Éléments standards
Un élément Z TER offre 217 places assises, dont 171 en seconde classe et 36 en première classe.
La motrice impaire est dotée, côté cabine de conduite, d'un espace de première classe accessible par deux marches et comportant 18 places, avec une disposition des sièges en configuration 2+1, à l'image du matériel de grandes lignes, et non en 2+2 comme sur l'X TER. Les sièges, couverts d'un velours de couleur bordeaux et lie-de-vin, sont dotés d'accoudoirs et de liseuses individuels. La couleur rouge domine, avec une moquette et un plafond de cette couleur. La plateforme d'accès comporte des toilettes et trois strapontins. De l'autre côté de la plateforme, la seconde classe est dotée de deux demi-rotondes face à face chacune dotée de trois places, suivies de deux marches et d'une double porte vitrée menant à un compartiment de 46 places en configuration 2+2, avec des sièges revêtus de tissu velours gris et bleu, mais dépourvus de liseuses individuelles. Au sol en seconde classe, la moquette est grise.
L'intercirculation vers la remorque est munie de portes vitrées à deux vantaux. L'intercirculation par anneau étanche est similaire à celui des Z 20900 en Île-de-France, entre leurs deux remorques centrales. Le Z TER dispose de trois toilettes, contre deux dans l'X TER tri-caisse, à porte d'accès manuelle et non électrique comme sur la version thermique, trop complexes et trop peu fiables. La remorque centrale comporte d'abord un compartiment de 2de classe doté de 22 places. Cet espace est séparé de la plateforme centrale surbaissée par une porte vitrée à deux vantaux puis trois marches. L'espace de service est doté d'un espace pour personne à mobilité réduite (PMR) avec un emplacement pour fauteuil roulant et trois strapontins, suivi de dix places en 2+1 laissant la place pour circuler en fauteuil. La plateforme comporte des toilettes, trois porte-vélos et trois strapontins. Trois marches mènent au second compartiment de 2de classe comportant 32 places.
Enfin la motrice paire est dotée d'un compartiment de 46 places similaire à l'autre motrice, séparé de la plateforme de services par une double porte vitrée et deux marches. La plateforme comporte un espace bar avec un emplacement pour distributeurs de boissons et friandises, situé face à une tablette de type bar avec deux tabourets hauts. Après les portes d'accès sont situées des toilettes et trois strapontins, suivis de deux marches et de la double porte vitrée d'accès au second compartiment de première classe, comportant 18 places comme dans la motrice opposée.

### Moovi TER

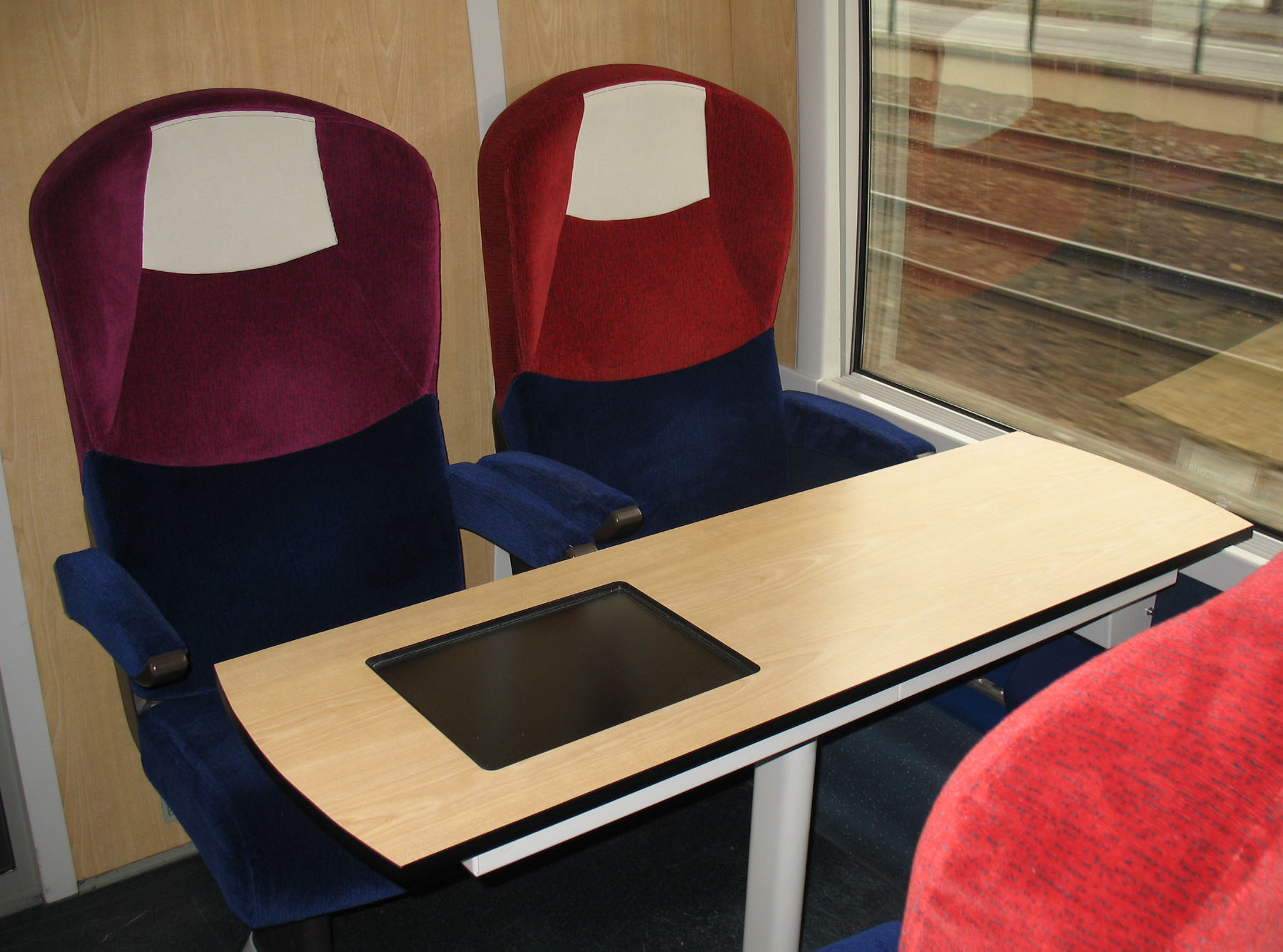
Une tablette équipée d'un écran LCD (jeu électronique), en seconde classe.

Le Moovi TER est conçu à partir de l'élément Z 21569/570 de la région Bretagne, accidenté en mars 2007 lors d'un choc à un passage à niveau avec une remorque pleine de lisier. Ce dernier devient un prototype présentant un nouvel aménagement intérieur et une livrée extérieure spécifique, élaborés par l'agence RCP Design Global, pour la SNCF, dans le but de présenter aux régions françaises les améliorations possibles pour les trains régionaux : Wi-Fi, affichage LCD, jeu électronique intégré à la tablette, siège pivotant, salon, espace « découverte » consacré au bien-être, espace de jeu « ludospace » pour les enfants, etc.
La rame est présentée au public en septembre 2008 à l'occasion du salon Innotrans de Berlin. Le 5 décembre 2008, l'exploitation débute sur les lignes Brest - Rennes et Quimper - Rennes du réseau TER Bretagne, pour une durée prévue d'un an. Il était prévu que la rame soit remise en aménagement standard (intérieur et livrée) mais cela n'est plus prévu. Toutefois, certains équipements ne sont plus fonctionnels (écrans LCD, tablettes tactiles).

## Caractéristiques techniques

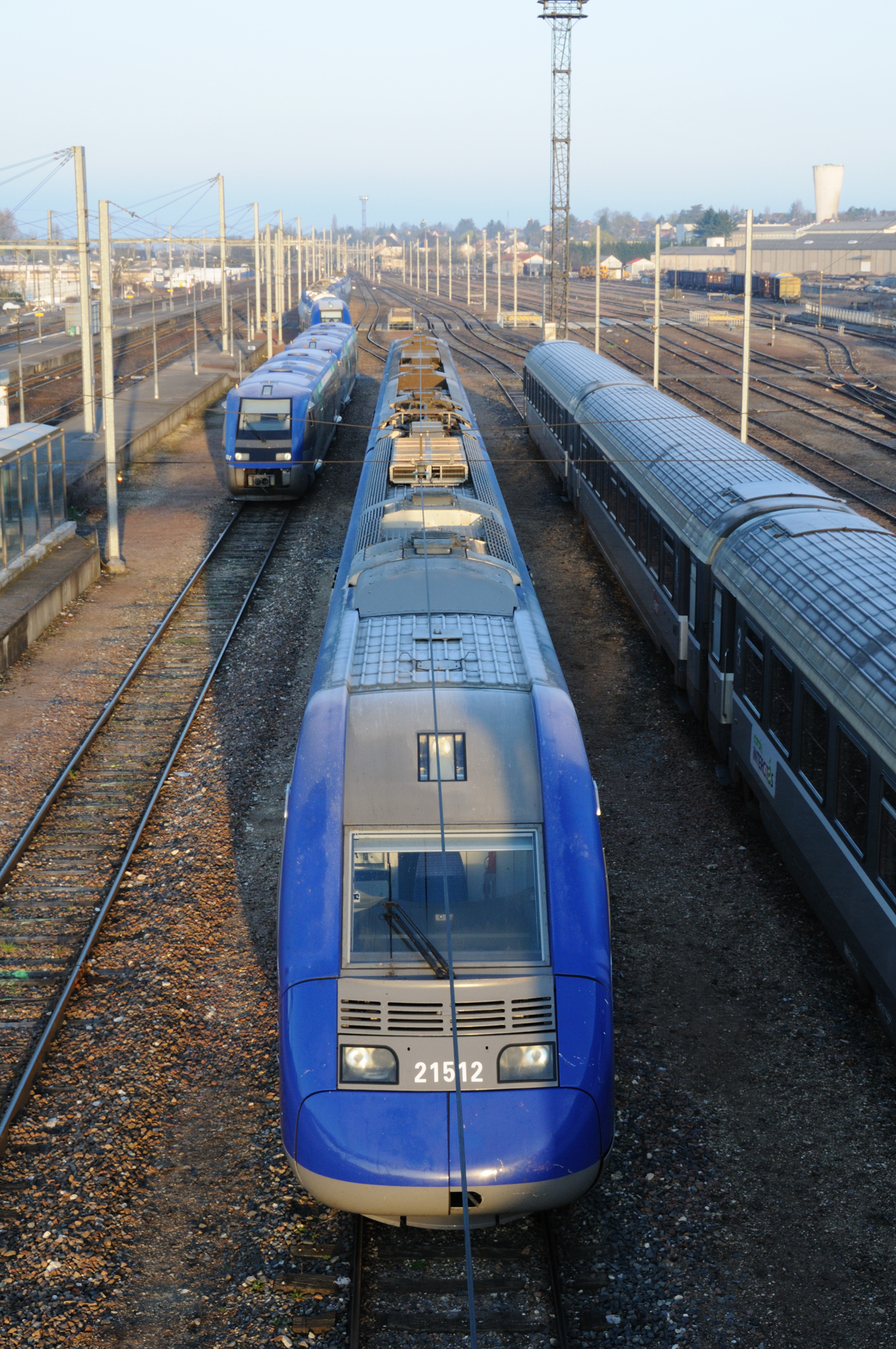
Toiture d'un élément, en gare de Bourges.

Les Z 21500 sont des automotrices électriques bicourant 1500 volts continu et 25 kV alternatif, pouvant circuler sur l'ensemble du réseau ferré national à voie normale électrifié. Elles sont autorisées à la vitesse de 200 km/h. À l'image des X TER, les éléments sont couplables grâce à leur attelage automatique Scharfenberg, à raison de trois éléments. Un élément Z TER est composé de deux motrices encadrant une remorque centrale dont le plancher est partiellement surbaissé, contrairement aux X TER, facilitant l'accès aux personnes à mobilité réduite. Chaque élément, d'une longueur hors tout de 79,20 m, a une masse à vide de 164 tonnes.
Les deux pantographes spécialisés 1,5 kV continu et 25 kV 50 Hz sont situés sur la remorque intermédiaire, ainsi que le transformateur. Les deux bogies de chaque motrice sont dotés d'un essieu moteur d'une puissance nominale de 550 kW, soit un total de 1 760 kW par élément. La motorisation est de type asynchrone triphasée, pilotée par une chaîne de traction ONIX (Onduleur Nouvelle génération à Intégration eXceptionnel), à l'image des Z 23500 (TER 2N) et TER 2N NG. Les éléments disposent du freinage rhéostatique ou frein électrique ainsi que du freinage mécanique par disques calés sur les roues ou semelles. Le freinage d'urgence est assuré par patins électromagnétiques situés sur trois des quatre bogies moteurs.
Les différences avec les X 72500 sont les suivantes :
- la rame est propulsée par ses quatre moteurs électriques asynchrones fournissant 1 760 kW,
- l’esthétique est un peu différente avec des lignes plus fluides, un nez plus rond intégrant les systèmes de sécurité passive d'absorption de chocs,
- les portes de 90 cm de largeur sont louvoyantes et les marchepieds ne sont plus mobiles (palettes fusibles),
- la remorque intermédiaire comporte un plancher bas (15 cm plus bas par rapport à l’automoteur Diesel).

Elles partagent les autres caractéristiques des X 72500 :
- caisse en acier inoxydable,
- composition à trois caisses,
- vitre frontale unique,
- climatisation.

|              | motrices | remorque |
| ------------ | -------- | -------- |
| longueur     | 26,450 m | 25,600 m |
| empattement  | 19,000 m | 19,000 m |
| largeur      | 2,905 m  | 2,905 m  |
| masse à vide | 56,56 t  | 48,32 t  |

## Services

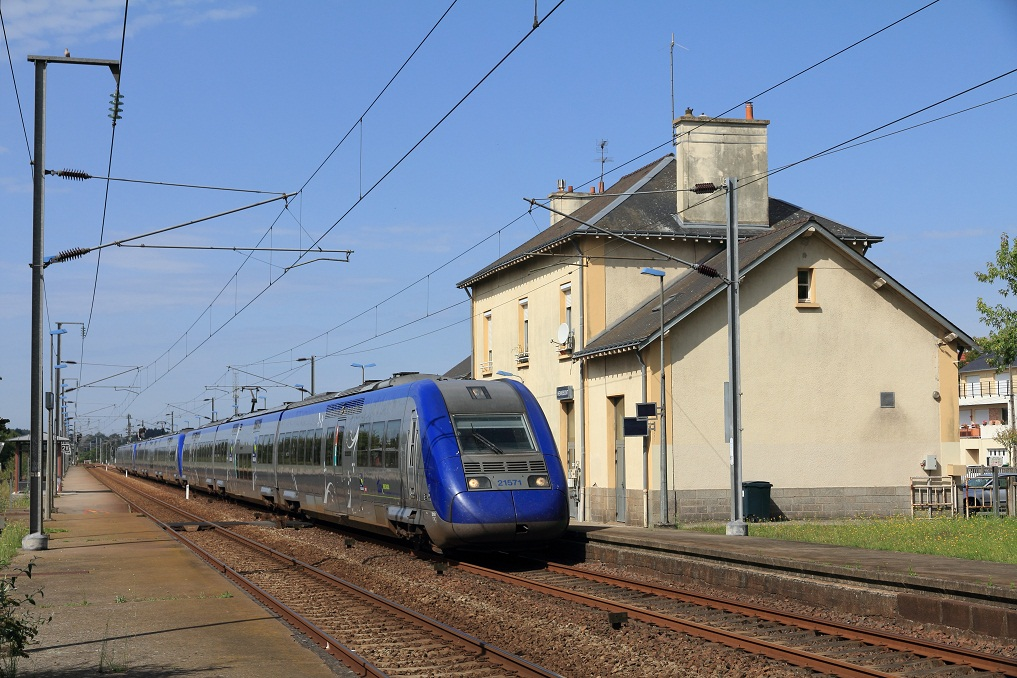
La Z 21571/72 en gare d'Hennebont (Morbihan) en 2011.

Les Z TER de la région Bretagne circulent sur les deux lignes radiales nord et sud (Rennes – Brest et Rennes – Quimper) ainsi que les liaisons interrégionales Rennes – Nantes et Quimper – Nantes.

Les engins appartenant à la région Pays de la Loire circulent sur Le Croisic – Nantes – Angers – Tours, et Nantes - La Roche sur Yon - Les Sables d'Olonne en cabotage sur des TER omnibus desservant des portions de lignes, sur Le Croisic – Nantes – Angers – Le Mans et depuis le 2 juillet sur Nantes – Sablé – Rennes en mission express (ne desservant que quelques gares intermédiaires) permettant de profiter de la vitesse de 200 km/h possible sur une grande partie du trajet.
Dans la région Centre-Val de Loire les Z 21500 circulent sur Orléans – Bourges et sur Orléans – Blois – Tours ainsi que sur les liaisons interrégionales Tours – Poitiers, Limoges ou Angers.
Le parc de la région Aquitaine, plus petit effectif avec seulement six engins, les utilisa sur Bordeaux – Hendaye et Bordeaux – Arcachon jusqu'à leur vente en 2014 aux trois autres régions qui possèdent ces engins.

## Régions propriétaires
Au deuxième trimestre 2017, le parc de 57 Z TER appartiennent à 3 régions :
- Bretagne, avec 19 exemplaires[32] ;
- Centre-Val de Loire, avec 17 exemplaires[33] ;
- Pays de la Loire, avec 21 exemplaires[34] dont 8 exemplaires Z 21700.

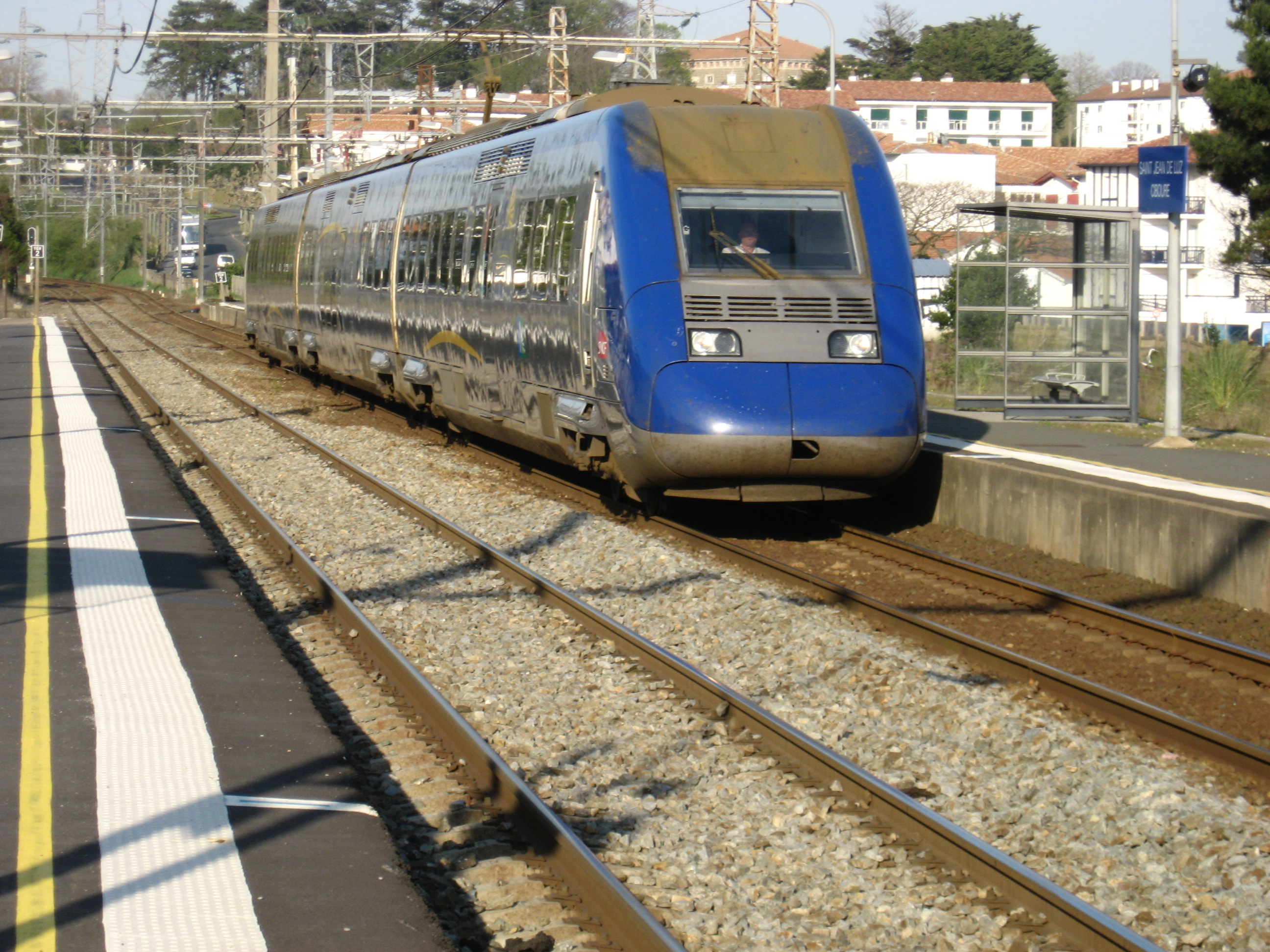
Z 21500 en gare de Saint-Jean-de-Luz (Pyrénées Atlantiques)
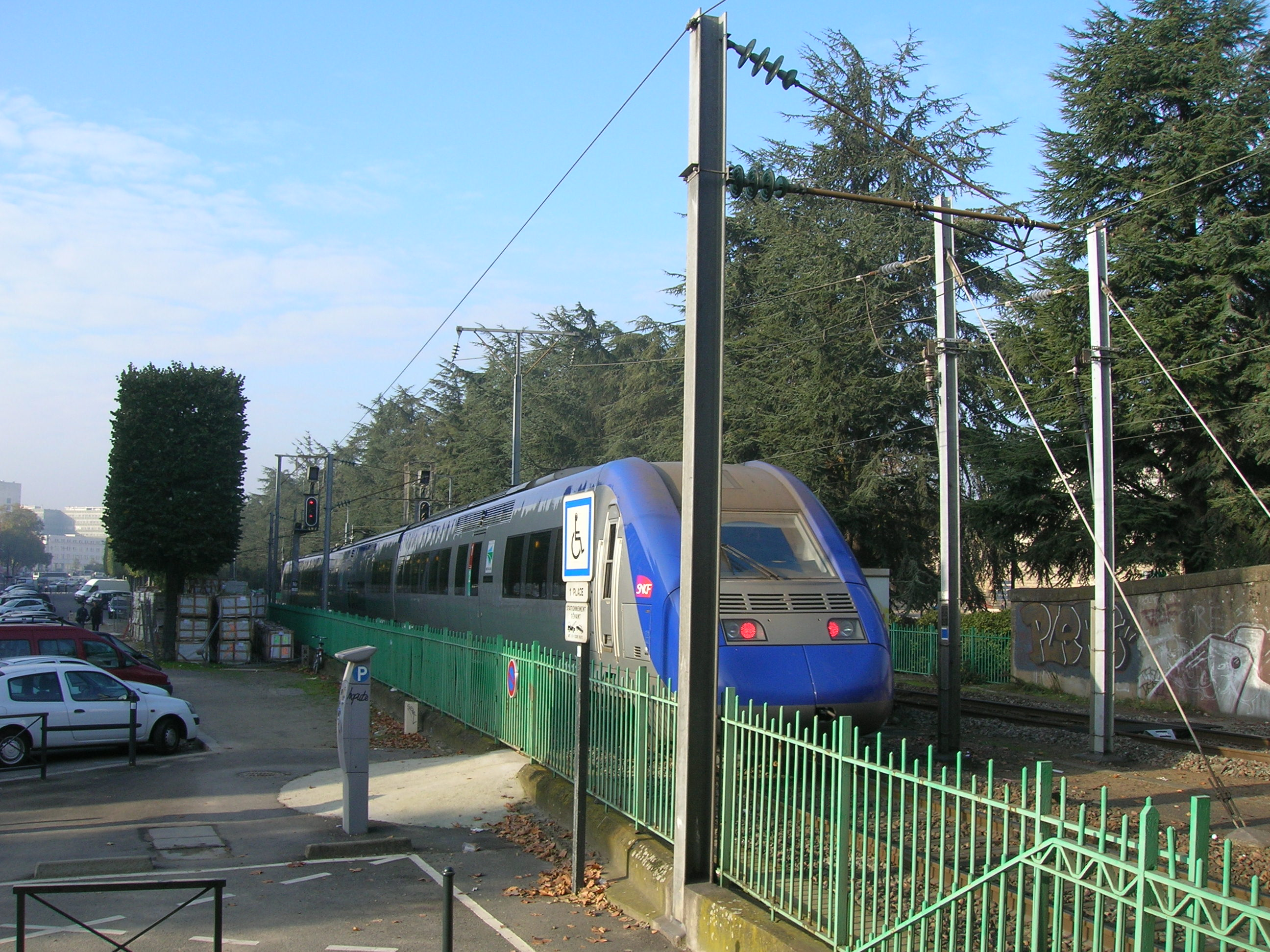
Un Z 21500 sur une mission Nantes Baco.
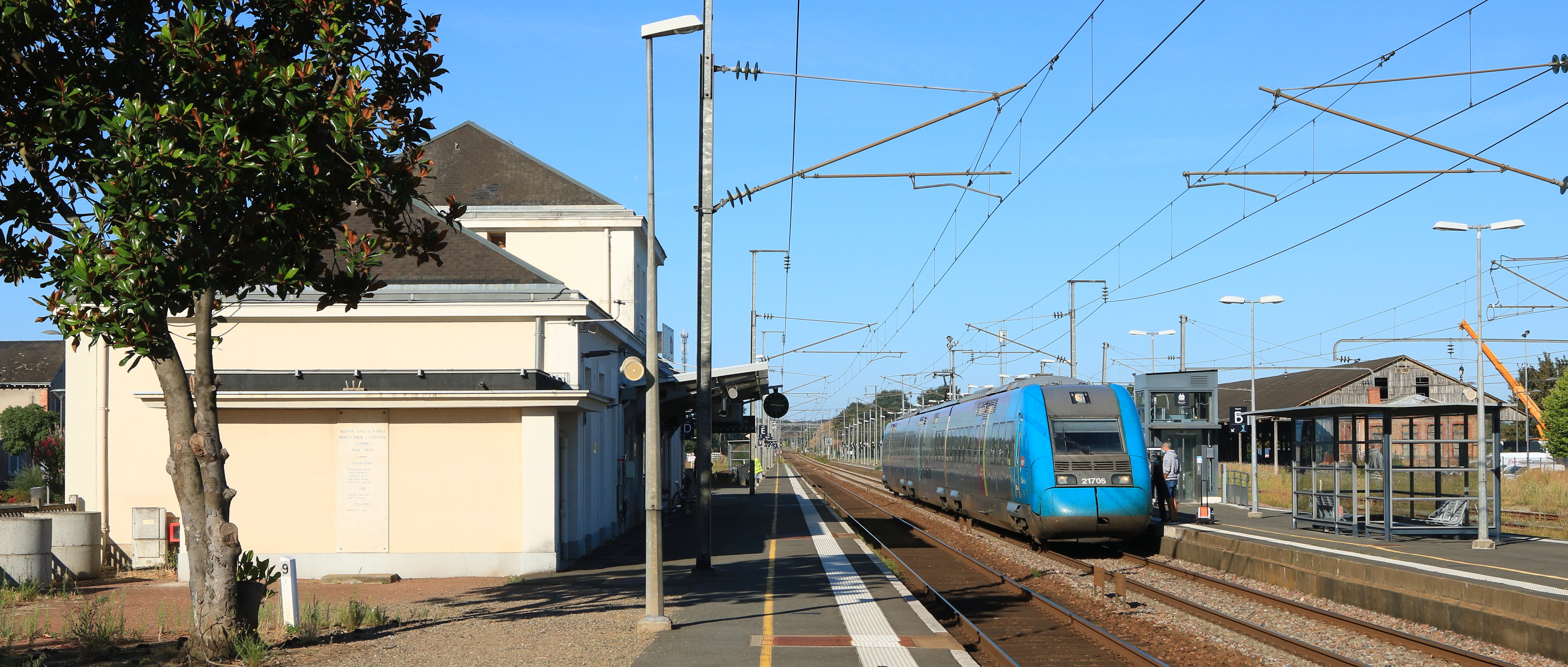
Z 21705/706 en gare de Sablé
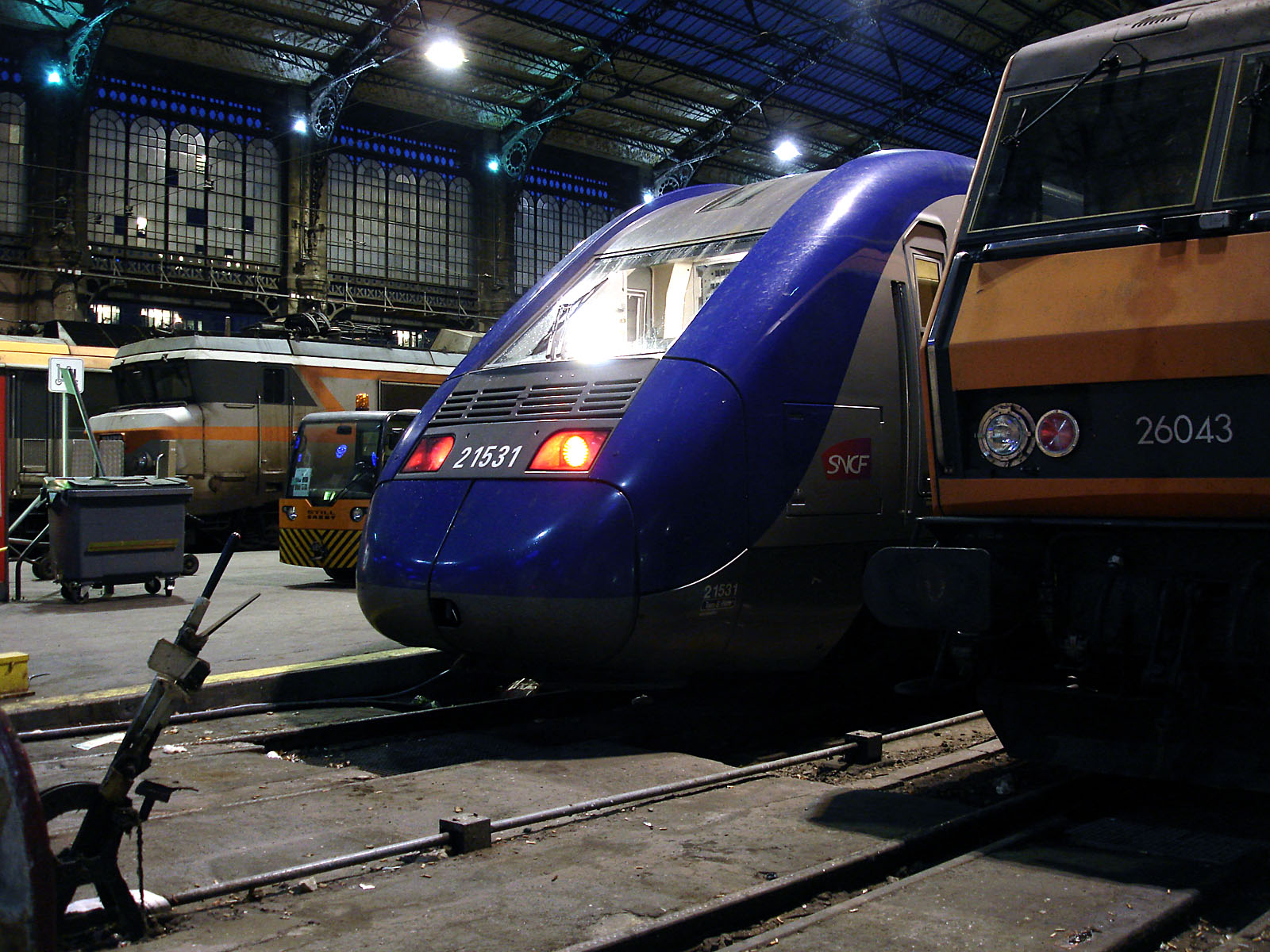
Z 21531/532 en gare de Paris-Austerlitz
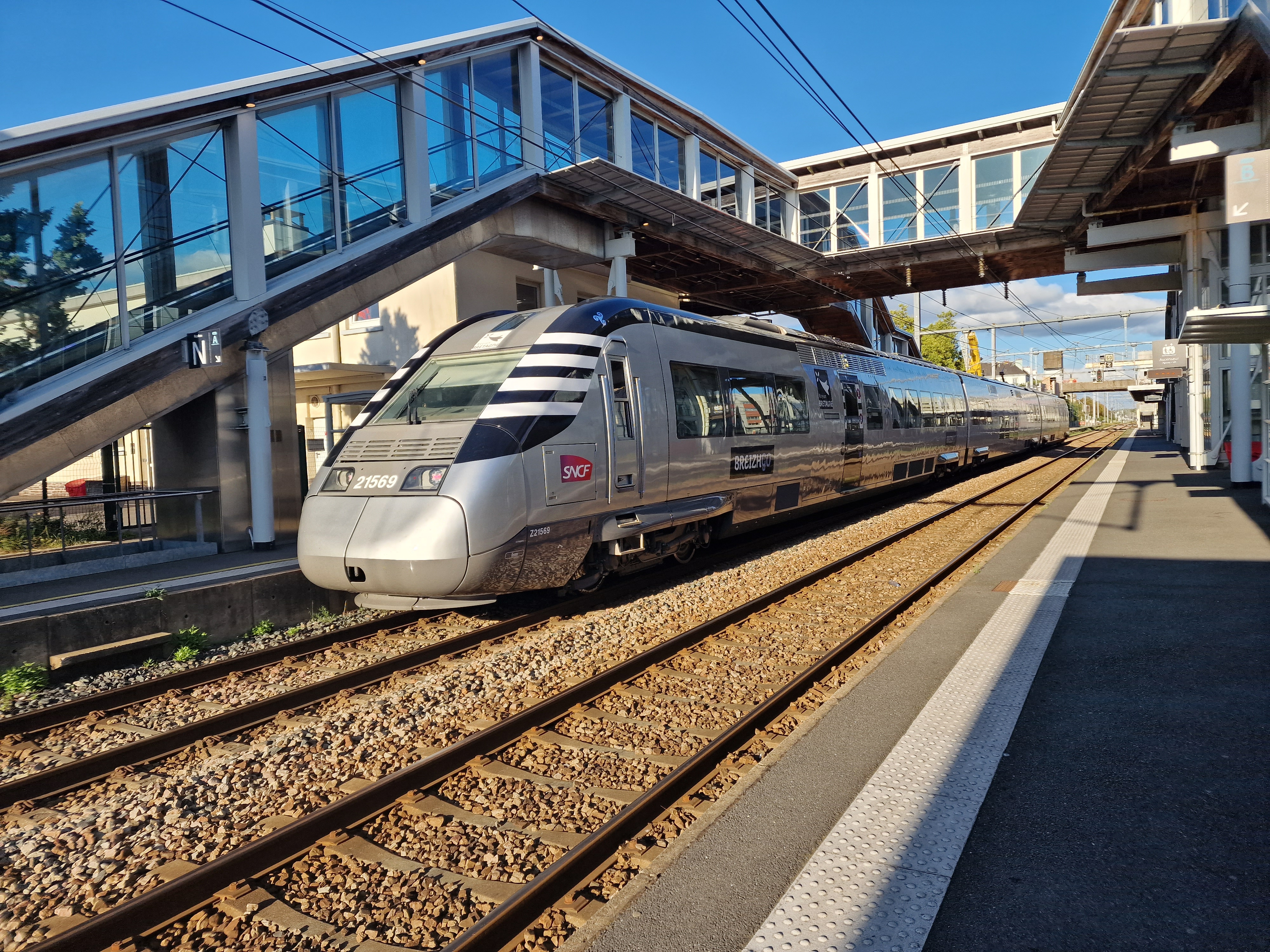
Z21569/70 ex-rame MooviTER en Gare de Lorient
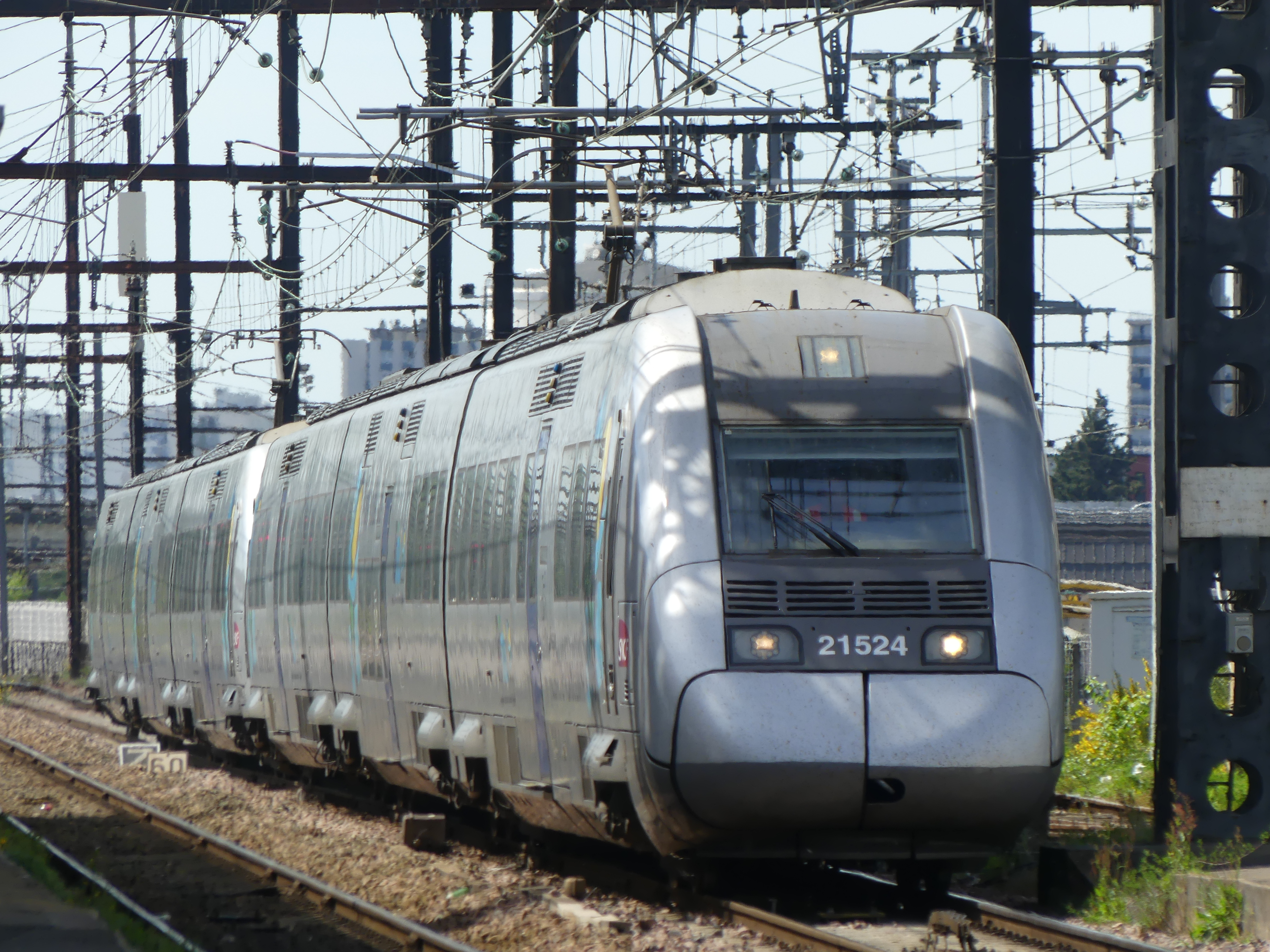
Z21523-24 en gare de Saint Pierre des Corps